# Alfred W. Pollard

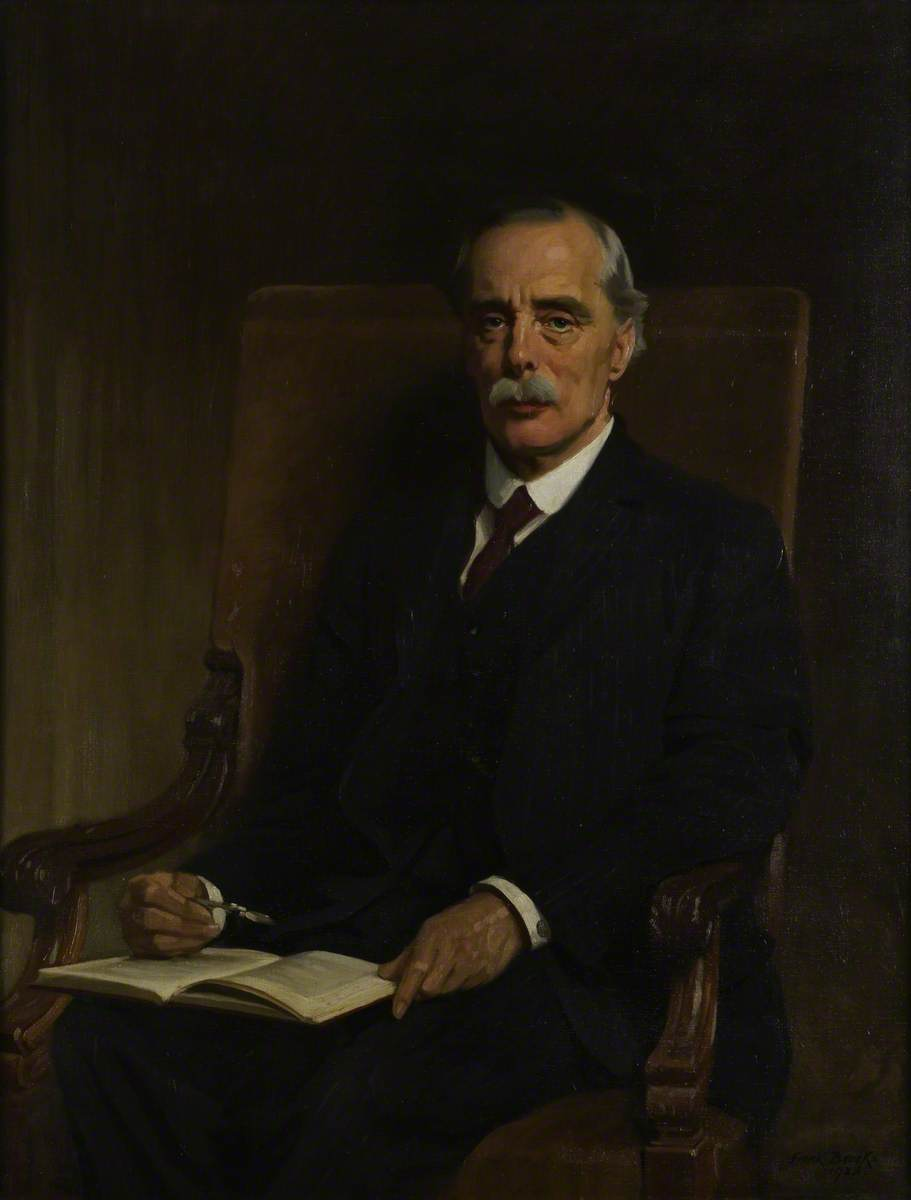
Alfred William Pollard, Porträt von Frank Brooks (1928)

Alfred William Pollard (geboren 14. August 1859 in London; gestorben 8. März 1944) war ein englischer Buchwissenschaftler und Shakespearegelehrter.

## Leben und Werk
Pollard besuchte die King’s College School in London und das St John’s College an der University of Oxford. 1883 wurde er Mitarbeiter im British Museum und dort Assistent in der Abteilung für Buchdruck. 1919 wurde er dort Kurator. Ein Jahr später wurde er Professor für englische Buchwissenschaft an der University of London. Von 1893 bis 1934 war er Sekretär der Bibliographical Society und von 1903 bis 1934 Herausgeber von The Library, der Zeitschrift der Gesellschaft. 1929 wurde er mit der Goldmedaille der Bibliographischen Gesellschaft ausgezeichnet. Seit 1922 war er Mitglied der British Academy. Pollard verfasste Studien zu vielen verschiedenen Gebieten der englischen Literaturwissenschaft und arbeitete mit zahlreichen Gelehrten zusammen. Er gab Thomas Malorys Le Morte d’Arthur und die Sammlung Fifteenth Century Poetry and Prose. heraus. Er war mit dem Dichter A. E. Housman befreundet und ein enger Kollege der Shakespearegelehrten Edmund Kerchever Chambers und R. B. McKerrow.

## Schriften (Auswahl)
- Early Illustrated Books. A History of the Decoration and Illustration of Books in the 15th and 16th Centuries.  London : K. Paul, Trench, Trübner & Co., ltd., London 1893. Scan auf Internet Archive
- An essay on colophons, with specimens and translations The Caxton Club, Chicago 1905  Scan auf Internet Archive
- Shakespeare Folios and Quartos. A Study in the Bibliography of Shakespeare’s Plays. Methuen, London 1909. Scan auf Hathi-Trust
- English Miracle Plays, Moralities and Interludes; Specimens of the Pre-Elizabethan Drama. Clarendon Press, Oxford 1909.   Scan auf Internet Archive
- Records of the English Bible. The Documents Relating to the Translation and Publication of the Bible in English, 1525–1611. Oxford University Press, Oxford 1911. Scan auf Internet Archive
- A New Shakespeare Quarto. Richard II. B. Quaritch, London 1916. Scan auf Internet Archive
- A Census of Shakespeare’s Plays in Quarto. Yale University Press, New Haven 1916. Scan auf Internet Archive
- Shakespeare’s Fight with the Pirates, And the Problem of the Transmission of his Text. Alexander Moring Ltd., London 1917.   Scan auf Internet Archive
- The Foundations of Shakespeare’s Text. Oxford University Press, London 1923. Scan auf Hathi-Trus
- Shakespeare’s Hand in the Play of Sir Thomas More. Cambridge University Press, Cambridge 1923.  Scan auf Internet Archive